# Roland Ostertag (Architekt)
Roland Ostertag (* 19. Februar 1931 in Ludwigsburg; † 11. Mai 2018 in Stuttgart) war ein deutscher Architekt und Hochschullehrer.

## Leben
Roland Ostertag studierte von 1951 bis 1956 Architektur an der Technischen Hochschule Stuttgart, wo er 1956 auch seine Diplom-Hauptprüfung ablegte. In seiner Diplomarbeit entwarf er ein neues Gebäude für die Württembergische Landesbibliothek in Stuttgart. Von 1954 bis 1957 arbeitete er am Lehrstuhl von Curt Siegel und bei Jürgen Joedicke an der Technischen Hochschule Stuttgart. Seit 1957 war er freiberuflich in Stuttgart tätig.
Von 1970 bis 1998 war er Ordinarius für Gebäudelehre und Entwerfen an der Technischen Universität Braunschweig. Bei seiner Berufung 1970 löste er als einer der ersten die prägende Generation der Braunschweiger Schule um Walter Henn, Friedrich Wilhelm Kraemer und Dieter Oesterlen ab. 1993 bis 1996 war er Präsident der Bundesarchitektenkammer und Gastprofessor an der Technischen Universität Wien.
Am 14. September 2015 erhielt Roland Ostertag das Bundesverdienstkreuz Erster Klasse durch den damals amtierenden stellvertretenden baden-württembergischen Ministerpräsidenten Nils Schmid.
In den letzten Jahren seines Lebens setzte sich Ostertag vor allem für die Erhaltung von denkmalgeschützten historischen Bauwerken ein. Er war ein entschiedener Gegner des Bahnprojekts Stuttgart 21.

## Werk

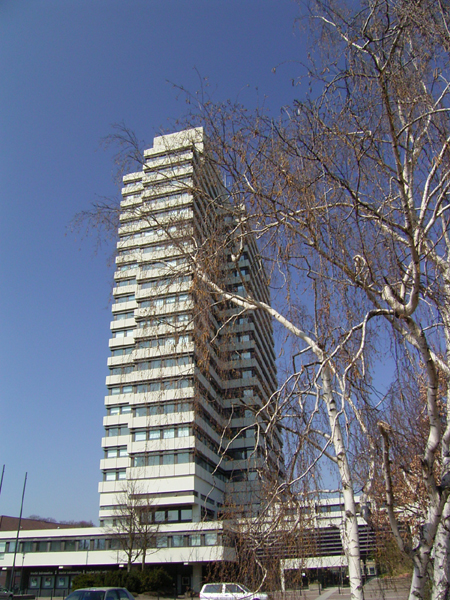
Rathaus Kaiserslautern

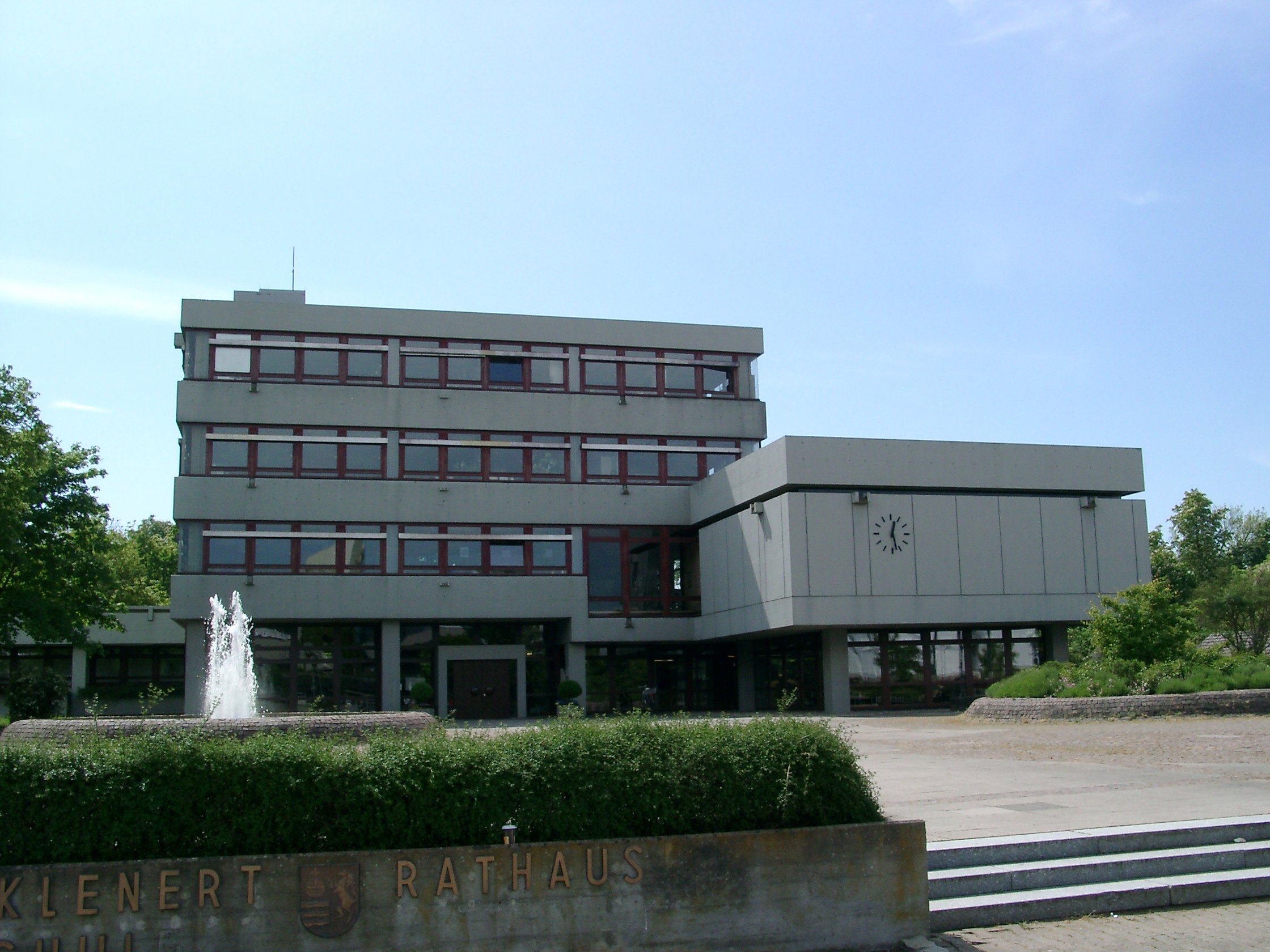
Rathaus Bad Friedrichshall

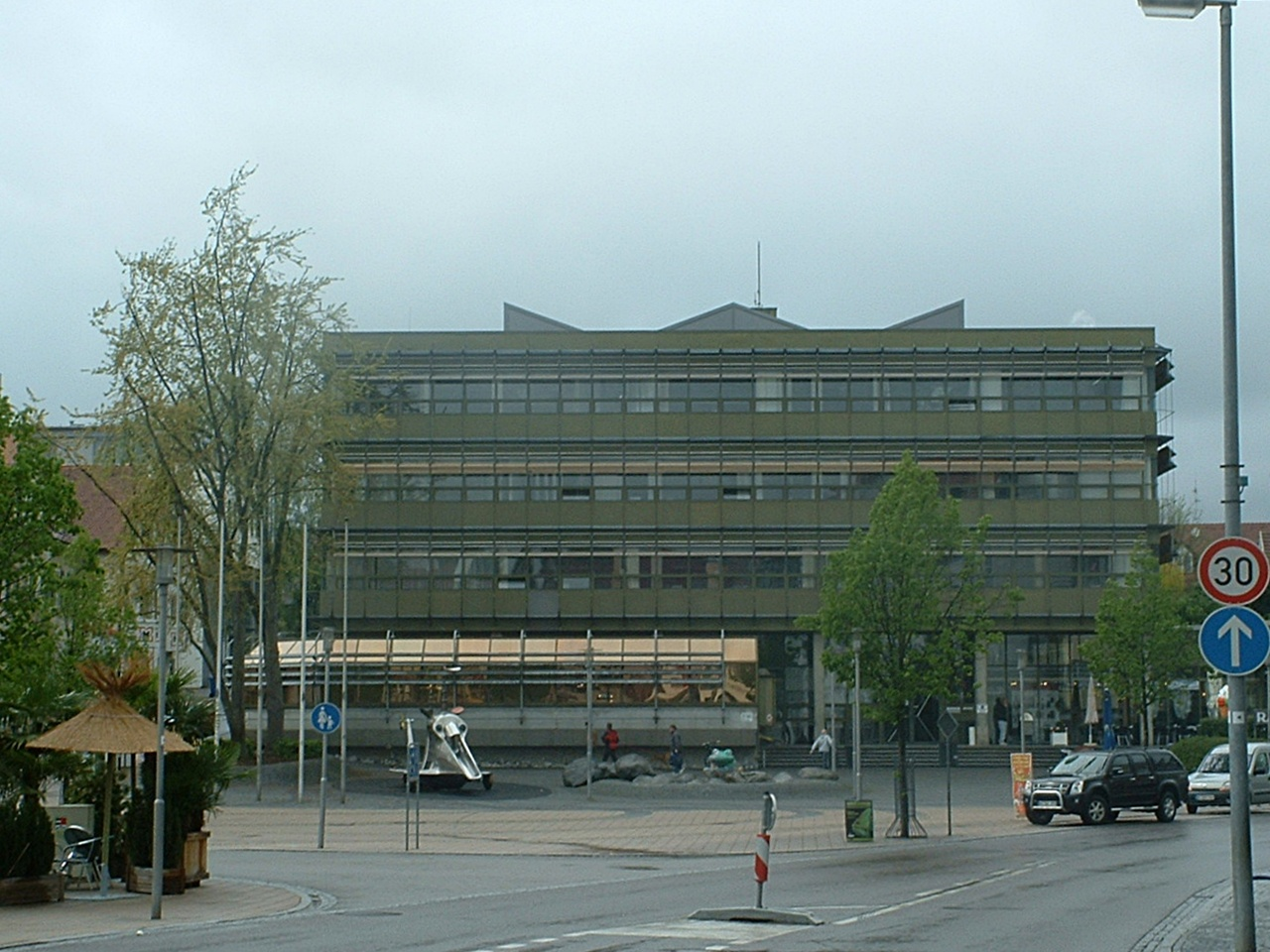
Rathaus Laupheim

Als Ostertags Hauptwerk kann das 1968 fertiggestellte Rathaus in Kaiserslautern gelten. Ostertag befasste sich zuletzt schwerpunktmäßig mit der städtischen Denkmalpflege; seine bekanntesten Projekte sind die Sanierungen des Alten Schauspielhauses in Stuttgart und des Bosch-Areals im Bezirk Stuttgart-Mitte. Das Werkarchiv von Roland Ostertag wird im Südwestdeutschen Archiv für Architektur und Ingenieurbau (saai) aufbewahrt.

### Bauten und Entwürfe
- 1959: Tankstelle und Autohaus in Leonberg[6]
- 1959–1960: Wirtschaftsoberschule in Reutlingen[7]
- vor 1960: Sparkasse in Fellbach
- 1960–1962: Mehrfamilienhaus in Reutlingen[7]
- 1962: Wettbewerbsentwurf für das Rathaus in Darmstadt (mit Manfred Stanger)[7]
- 1962–1964: Fabrikgebäude in Frickenhausen (mit Heinz Höflinger)[7]
- 1963–1964: Wettbewerbsentwurf für das Rathaus in Sindelfingen (mit Ulf Weber)[7]
- 1964: Wettbewerbsentwurf für ein Gymnasium in Plochingen[7]
- 1965: Wettbewerbsentwurf für ein Konzerthaus in Augsburg[7]
- 1965: Wettbewerbsentwurf für das Völkerkundemuseum in Mannheim[7]
- 1965: Wettbewerbsentwurf für die Ingenieurschule in Ravensburg (mit Horst Höfler)[7]
- 1965: Rathaus Bissingen[8]
- 1966: Landratsamt in Backnang[7]
- 1964–1966: Volks- und Ausbildungsschule in Ludwigsburg (mit Peter Frenkel)[7]
- 1964–1966: Walter-Erbe-Mittelschule[9] im Schulzentrum Feuerhägle, seit 1988 Carlo-Schmid-Gymnasium Tübingen (mit Peter Frenkel)[7]
- 1964–1967: Rathaus in Bad Friedrichshall[10]
- 1964–1968: Rathaus Kaiserslautern
- 1968–1975: Rathaus in Laupheim
- 1970: Rathaus in Frickenhausen[11]
- 1970–1971: Atelierhaus für Erich Hauser in Rottweil[12]
- 1972: Rathaus in Schönaich
- 1974–1976: Johannes-Gutenberg-Schule in Stuttgart[13]
- vor 1979: Berufsbildungswerk der Diakonie Stetten in Waiblingen[14]
- 1990: Sozialamt der Deutschen Bundespost in Stuttgart[15]
- 1999: Bosch-Areal in Stuttgart[16]

### Schriften (Auswahl)
- Heiner Wittmann, Hrsg., Roland Ostertag, Die Ausstellung am Gähkopf. Stadtgeschichte. Architektur. Stadtplanung, Stuttgart: Privatdruck 2018.
- u. a., Stuttgart ohne Geschichte. Stadtplanung im kritischen Rückblick. Mit Beiträgen von Max Bächer, Helmut Böhme, Hermann Hesse, Roland Ostertag, Frei Otto, Paul Sauer und Klaus Töpfer, Stuttgart: Peter-Grohmann-Verlag 2018, ISBN 978-3-944137-81-0.

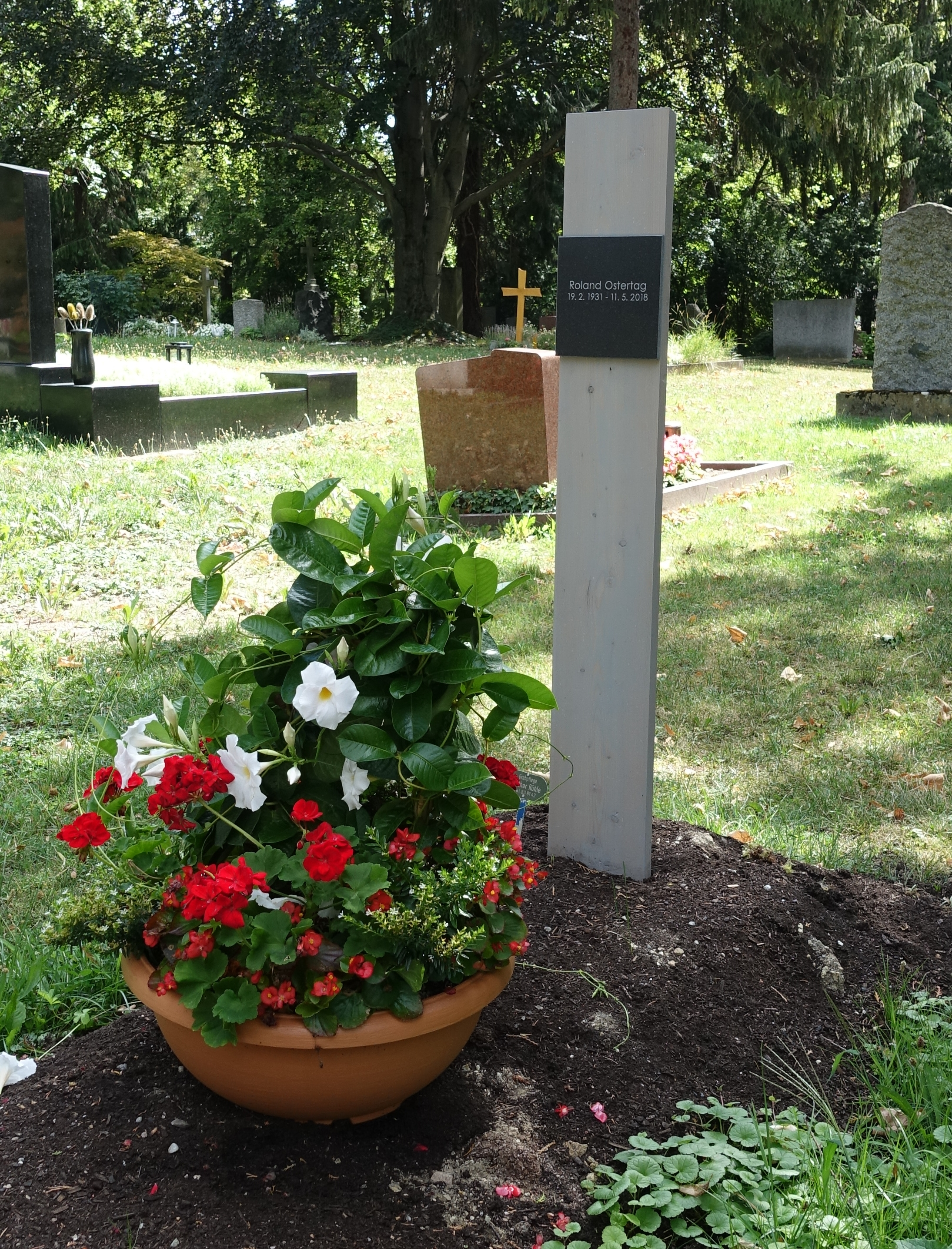
Grabstein auf dem Stuttgarter Pragfriedhof

- Grabstein auf dem Stuttgarter PragfriedhofRathäuser und kommunale Zentren. Callwey Verlag, München 1974, ISBN 3-7667-0285-8.
- (mit Otto Meitinger und Jeremy Dixon): Bauen und Bauten in historischer Umgebung. Karl Kraemer GmbH + Co., Stuttgart 1983, ISBN 3-7828-3108-X.
- (mit Falk Jaeger): Verdichtetes Wohnen. Karl Kraemer GmbH + Co., Stuttgart 1985 ISBN 3-7828-3112-8.
- Probleme des Industriebaus. Laudatio auf Norman Foster. In: Deutsches Architektenblatt. Jahrgang 1986, Nr. 9.
- Das Bosch-Areal. Karl Kraemer GmbH + Co., Stuttgart 2004, ISBN 3-7828-1613-7.
- Die entzauberte Stadt. Stuttgart 21, das Milliardengrab. Plädoyer gegen die Selbstzerstörung. Grohmann Verlag, Stuttgart 2008, ISBN 978-3-927340-83-1.
- Das Juwel – Elend und Chance. Anmerkungen des Stuttgarter Architekten Roland Ostertag zu den Diskussionen um die Villa Berg. In: Stuttgarter Nachrichten. Nr. 137 vom 17. Juni 2013, Seite 13.